# ハリー・クレッシング
ハリー・クレッシング（Harry Kressing, 1928年 - 1990年12月）は、アメリカ合衆国で生まれイギリスで小説を発表した作家である。本名ハリー・アダム・ルーバー。専業作家ではなく、弁護士および経済学者を本業としていた。発表した小説は3作と非常に少ないが、幻想的な長編『料理人』はブラック・ユーモア小説の名作と評価され、この一作のみで世界的に知られている。

## 経歴
1928年、ニューヨーク生まれ。インディアナ大学を卒業後、アメリカ空軍勤務を経て弁護士となる。その後アイルランドへ渡ったのち、ロンドンに移住。弁護士として活動しながら、経済学者としてロンドン・スクール・オブ・エコノミクスで長年研究を行った。
1965年に唯一の長編小説『料理人』The Cook を刊行。プロフィールをいっさい公表せずに、いわゆる覆面作家としてこの作品を発表した。作品の内容は、料理によって人を操るメフィストフェレス的な料理人コンラッドを主人公とした「奇妙な味」系統の風変わりな怪奇ファンタジー小説であり、この作品でクレッシングは作家として世界的な名声を手にした。
『料理人』で作家として高く評価されながら、作者のプロフィールを公表することはなく、続けて小説を発表することもないまま沈黙を守った。そのために正体不明の謎の作家と呼ばれ、有名作家の別名義ではないかという憶測を呼んだ。性別さえも非公表としていたため、女流作家ではないかとの噂も流れた が、作者は男性である。プロフィールを公表しない理由について作者自身は多くを語らなかったが、作者の死後に友人が述懐したところによると、作家だけで生活を維持することの難しさを考え、『料理人』発表後は小説を書きつづける意思はなかったとのことである。
1974年には中編小説2作を収録した単行本"Married Lives" （邦題『今夜ロズのパーティにでかけるの?』）を発表したが、『料理人』ほどの評判とはならず、それ以降小説を発表することはなかった。
長年ロンドンで経済学の研究を行っていたが、1980年代後半になるとアメリカに帰国してミネソタで晩年を送り、1990年12月に死去した。

## 作品リスト

### 長編
- 『料理人』The Cook　一ノ瀬直二（＝加島祥造の別名義）訳、早川書房。

### 中編集
- 『今夜ロズのパーティにでかけるの?』Married Lives　沢村灌訳、早川書房。

収録作品
- 『今夜ロズのパーティにでかけるの?』Are We Going to Roz's Party?
- 『湖のむこう』Across the Lake

## 映画化
- 『すべての人のもの』Something for Everyone （1970年）

監督：ハロルド・プリンス　脚本：ヒュー・キャリンガム・ホイーラー（＝パトリック・クェンティンの別名義）
出演：マイケル・ヨーク、アンジェラ・ランズベリー、ハイデリンデ・ヴァイス、アンソニー・ヒギンズ、エヴァ・マリー・ミネケ
※原作『料理人』